# Piedra de Erech

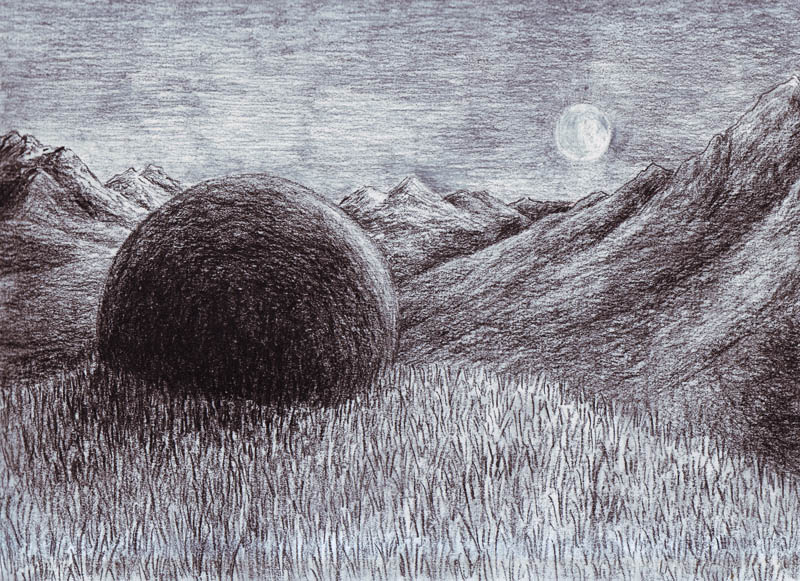
Representación de la piedra de Erech.

En el universo imaginario de J. R. R. Tolkien y en la novela El Señor de los Anillos, la Piedra de Erech es un artefacto megalítico que, según las crónicas de Gondor, fue traída por el dúnadan Isildur al territorio de dicho reino desde la isla de Númenor en el año 3319 de la Segunda Edad del Sol.

## Historia
Se trataba de una enorme piedra negra, redonda y de aproximadamente dos metros de altura. Estaba enclavada en la cima de la Colina de Erech, en el valle del Morthond.

Pues allí en la cima se alzaba una piedra negra, redonda como un gran globo, de la altura de un hombre, aunque la mitad estaba enterrada en el suelo.
— Tolkien, 1993, «La Compañía Gris».

Su origen es incierto, pero se supone que es un trozo de la isla de Númenor, rescatado por Isildur y llevado a la Tierra Media, aunque los habitantes de la región pensaban que había caído del cielo. Los mismos también decían que, por la noche, los hombres muertos se reunían para «cuchichear en horas de pavor, apiñados alrededor de la piedra».
Durante la Guerra de la Última Alianza, Isildur convocó ante la piedra a los habitantes dunlendinos de la región para que le apoyaran en la guerra contra Sauron, pero estos incumplieron su juramento, escondiéndose en las montañas por temor al Señor Oscuro.
En el año 3019 de la Tercera Edad del Sol, Aragorn, conduciendo a la Compañía Gris, reunió a los muertos de El Sagrario ante la piedra y los conminó a cumplir el juramento, esta vez con mejor suerte que su antepasado.

A esa piedra llegó la compañía en lo más profundo de la noche, y se detuvo. Elrohir le dio entonces a Aragorn un cuerno de plata, y Aragorn sopló en él; y a los hombres que estaban más cerca les pareció oír una respuesta, otros cuernos que resonaban en cavernas profundas y lejanas.
— Tolkien, 1993, «La Compañía Gris».